# Ditiocarbamato

Estructura química de los ditiocarbamatos.

Los ditiocarbamatos o ditiouretanos son los ésteres y sales de los ácidos ditiocarbámicos. Químicamente son carbamatos en los que ambos átomos de oxígeno han sido sustituidos por átomos de azufre.

## Aplicaciones
Los ditiocarbamatos se usan como fungicidas o nematicidas agrícolas como quelantes y como acelerantes en la vulcanización del caucho. Uno de ellos, el disulfiram, se usa en medicina humana como aversivo en el tratamiento del alcoholismo crónico por el efecto antabus que causa si se consume alcohol, pero no es el único que lo provoca.
Los  bisditiocarbamatos de etileno (EBDC), en forma de complejos con manganeso (maneb), zinc (zineb, ziram) o una combinación de manganeso y zinc (mancozeb) se han utilizado como fungicidas en la agricultura desde la década de 1940.
La lista que sigue muestra los nombres y usos de varios ditiocarbamatos:
- Dazomet: se utiliza como agente fitosanitario.
- Disulfiram: se usa para tratar el alcoholismo y como acelerador de vulcanización.
- Ditiocarb: es un quelante.
- Ferbam: se usa como fungicida.
- Mancozeb: fungicida.
- Maneb: se utiliza como fungicida.
- Metam o metam sodio: se utiliza como fungicida, herbicida y nematicida.
- Metilmetiram: se utiliza como fungicida.
- Metiram:se utiliza como fungicida.
- Nabam: se utiliza como herbicida, algicida y fungicida.
- Propineb: se utiliza como fungicida.
- Tiram: se utiliza como fungicida y acelerador de vulcanización.
- Zineb: se utiliza como fungicida.
- Ziram: se utiliza como fungicida y acelerador de vulcanización.

## Toxicidad
Los ditiocarbamatos que se utilizan como fungicidas pueden causar intoxicaciones tanto agudas como crónicas. La exposición aguda causa rinitis, conjuntivitis, faringitis, dermatitis de contacto y otros signos de irritación local. Otro peligro es el